# Tomáš Kulík
Tomáš Kulík (30. května 1954 Praha – 23. srpna 2020 Mělník) byl český architekt oceněný několika prestižními cenami Grand Prix Obce Architektů.
Do roku 1991 projektoval převážně spolu s Janem Loudou sportovní objekty a areály, např. Veslařský kanál v Račicích. Společný zájem o konstrukční detail a design je vedl v 1991 k založení ateliéru LO-TECH. Od roku 1991 pracoval společně s Jindřichem Smetanou v oblasti divadelní architektury, výstavní a audiovizuální tvorby. Jeho nejznámější realizace v tomto autorském týmu jsou pražské divadlo Spirála (1991) a divadlo mimů Alfred ve dvoře (1997).

## Životopis
Tomáš Kulík se narodil v Praze, kde většinou působil. V letech 1969–1973 vystudoval s maturitou Střední umělecko-průmyslovou školu v Praze, obor scénografie. R. 1979 absolvoval Fakultu architektury ČVUT v Praze. Do roku 1991 byl zaměstnán ve Sportprojektu Praha, kde projektoval převážně sportovní objekty a areály, mj. Umělý veslařský a kanoistický areál v Račicích, Objekty pro sportovní běžecký a skokanský Ski-areál v Harrachově, dráha pro vodní slalom v Praze na Štvanici a Troji, areál pro veslování a kanoistiku pro PAM 1991 na Kubě. Společný zájem o konstrukční detail a design je vedl v 1991 k založení ateliéru LO-TECH s Janem Loudou. Od roku 1991 pracoval společně s Akad. Arch. Jindřichem Smetanou na projektech v oblasti divadelní architektury, výstavní a audiovizuální tvorby. V tomto autorském týmu realizoval projekt pražského divadla Spirála (1991), divadlo mimů Alfred ve dvoře (1997), projekt Multimedia Cyber Dome Estrella, v Berlíně, pro PQ 99 bylo realizováno divadlo Globe, přepis Shakespearovské scény - dřevěná maketa v měř.1/1 pod Maroldovým panoramatem. V roce 2007 společně s Arch. Smetanou, arch. Doležalem, arch. Pelclem realizovali návrh Rekonstrukce a dostavby Hudebního divadla Karlín v Praze pro Magistrát hl. m. Prahy.
Úzce spolupracoval s Výstavištěm Praha 7, pro které navrhl řadu projektů pro obnovu areálu od širokých urbanistických konceptů až po konkrétní řešení budov i drobných úprav. V roce 2020 dokončil projekt na obnovu divadla Spirála, zničeného v roce 2002 povodněmi.
Zájem o konstrukční detail a návrh výstavního zařízení pro Národní galerii vedl v roce 1995 k založení společnosti a projektového ateliéru LOTECH Design zaměřeného na vývoj, dodávky a realizace výstavních systémů, kde realizoval mimo jiné několik autorských výstav a krátkodobých expozic. Navrhl vitrínu pro Korunovační klenoty.
Byl členem S.V.U. Mánes.

## Realizace

### Stavby

#### do roku 1991 - Sportprojekt
- 1982 - velín zdymadla Štvanice
- 1982 - dráha pro vodní slalom v Praze na Štvanici a Troji
- Objekty pro sportovní běžecký a skokanský Ski-areál v Harrachově
- 1986 - Umělý veslařský a kanoistický areál v Račicích

#### 1991-2020

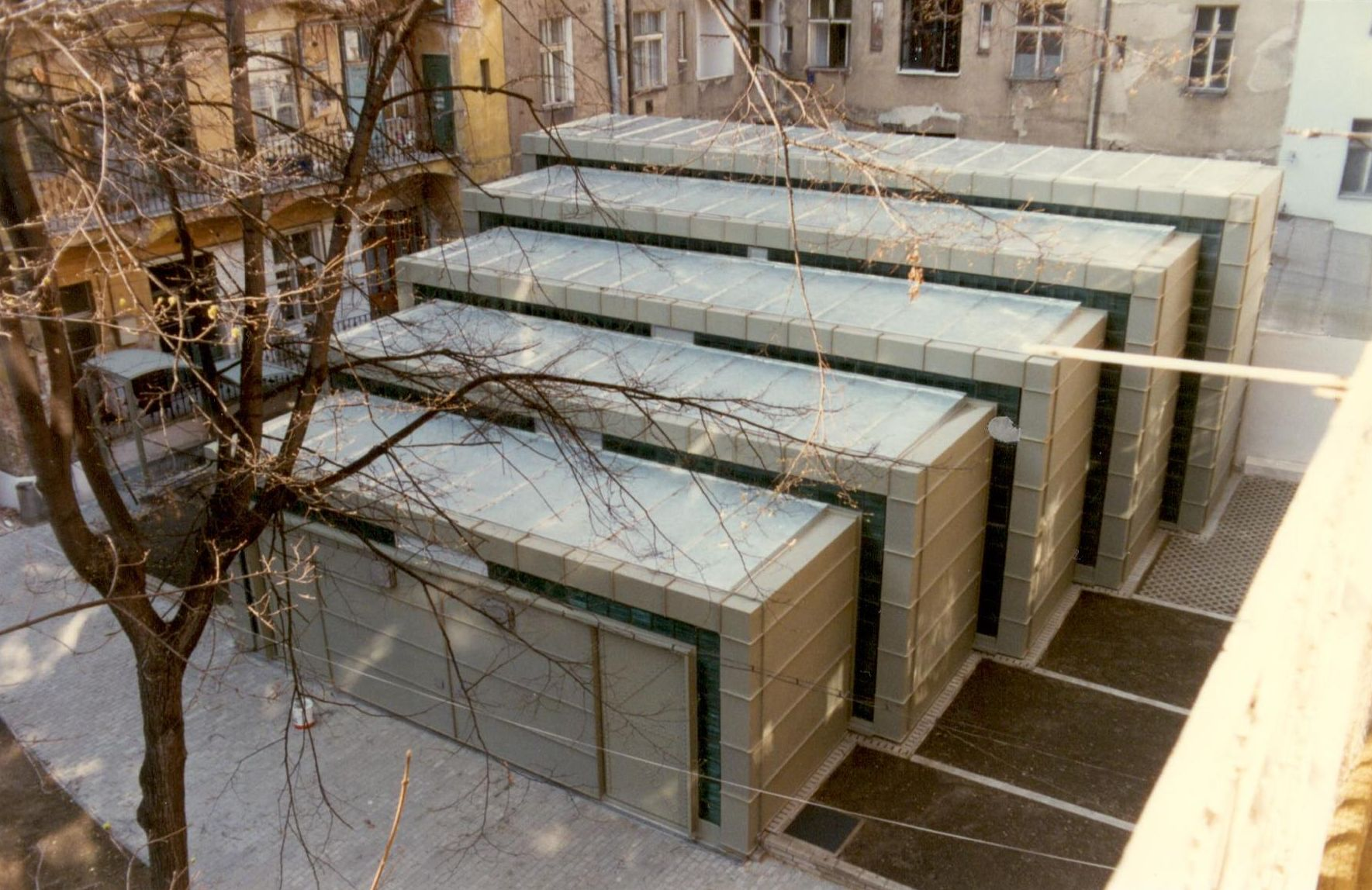
1997, Alfréd ve dvoře

- 1991 - Aziza Ya Kuwait, - Kuvajt / AV audiovizuální konstrukce a realizace programu pro Kuvajtské národní muzeum/[2]
- 1991 - SPIRÁLA - Laterna Animata ,divadlo – Praha / experimentální divadelní scéna /
- 1992 - pavilon Třineckých železáren[2][3]
- 1993 - pavilon Caterpillar[2]

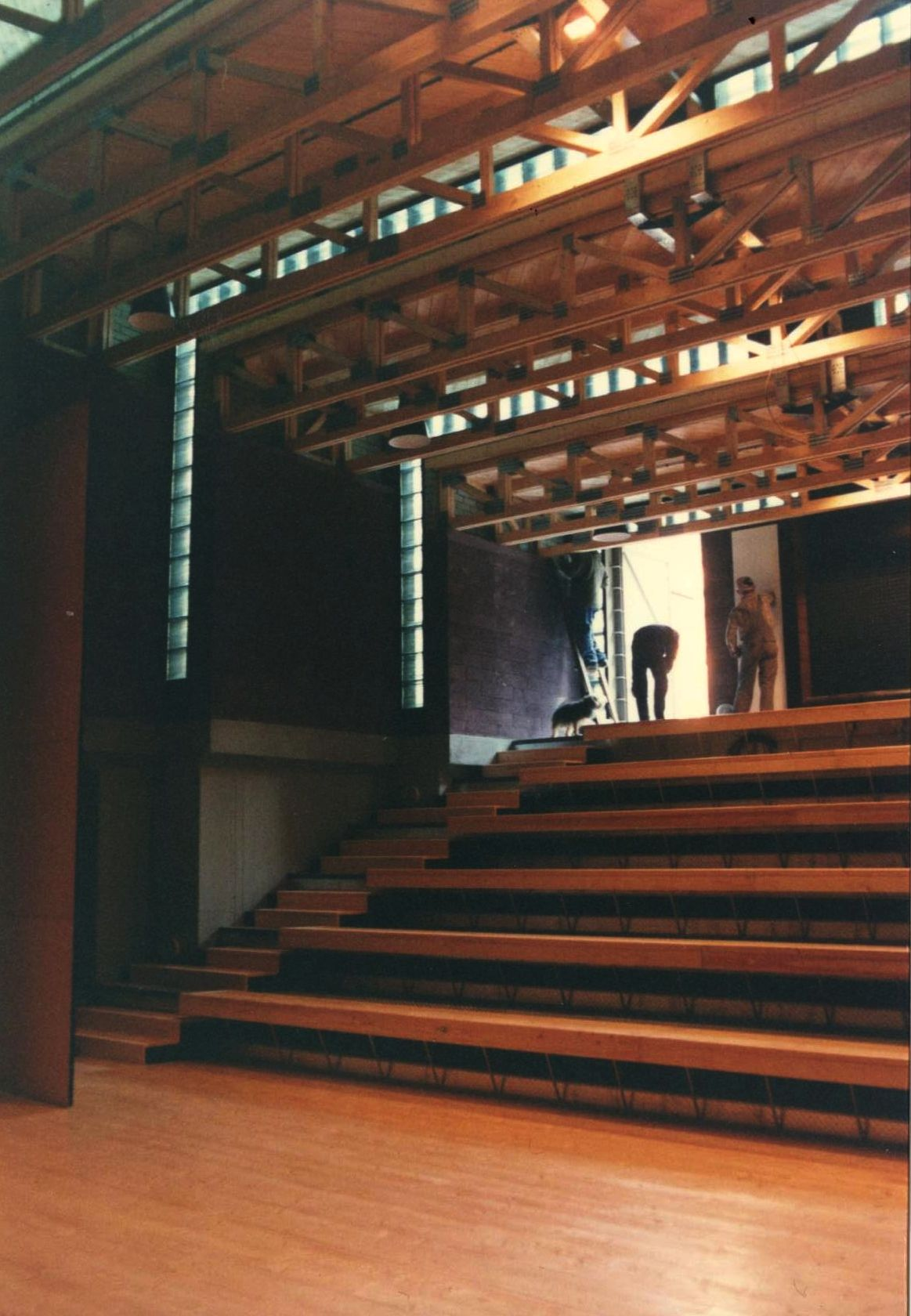
Interiér divadla Alfréd ve dvoře

- Interiér divadla Alfréd ve dvoře1996 - CUBE - „KABA«, AV mobilní konstrukce pro Kuvajtské národní muzeum, Kuvajt[4]
- 1997 - ALFRED – Nové divadlo pantomimy - Prague 7[5]
- 1998 - Ibn Batuta - audiovizuální scéna pro jednoho herce, Dar al Athar, Kuvajt[4]
- 1999 – Globe divadlo – replika Alžbětinské scény – Praha 7, Výstaviště[6]
- 2000 – Přestavba Zámečku v Rynarticích – hotelové a rekreační zařízení
- 2001 - Rekonstrukce domu na Janáčkově nábř. v Praze pro nadstandardní bydlení
- 2004 – Hala Sazka- projekt Divadelní technologie víceúčelové haly
- 2006 - Rekonstrukce a dostavba Hudebního divadla v Karlíně, Praha
- 2010 – Rekonstrukce bytového domu Sarajevská
- 2011 – Přestavba American hospital mission na Muzeum, Kuwait City

### Výstavy

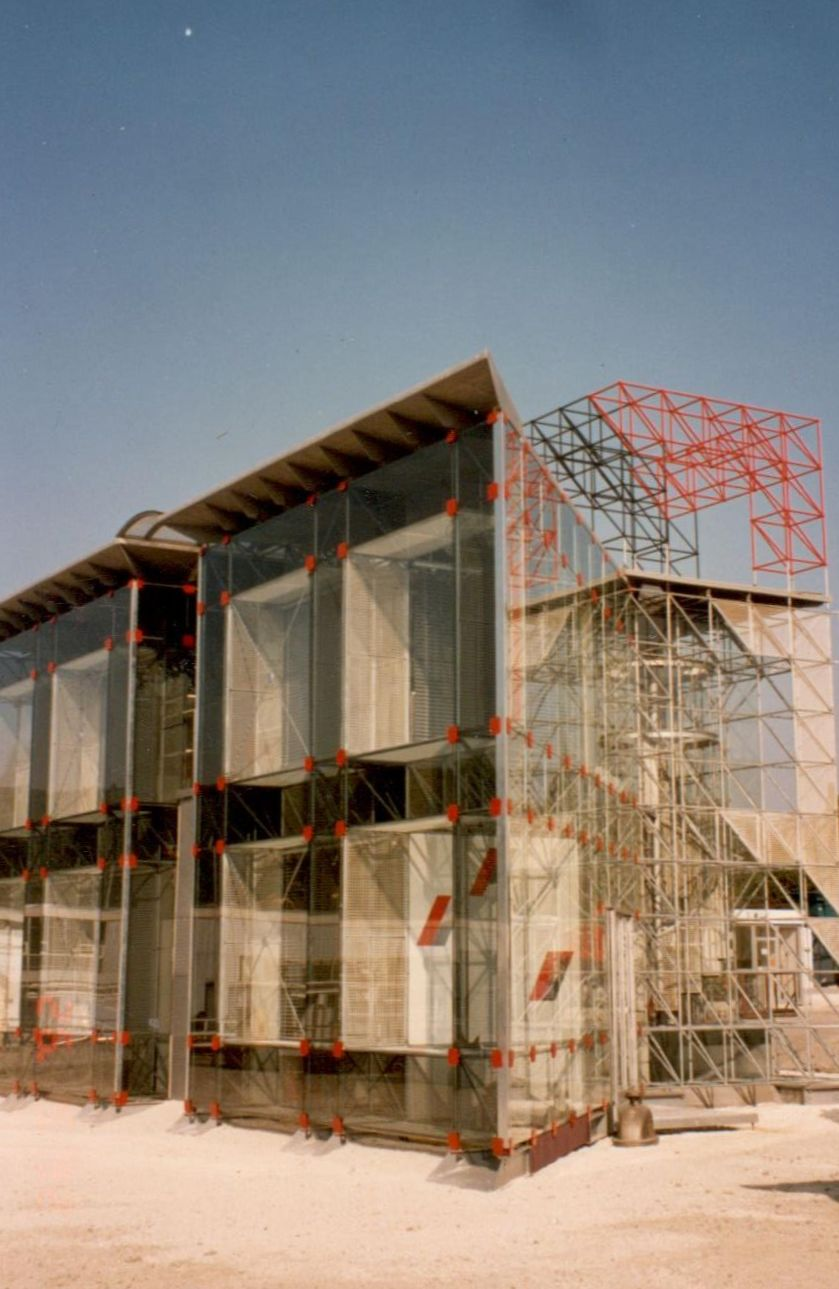
1992, pavilon pro Třinec a.s.

- expozice Art - Deco v Obecním domě
- expozice Alfonse Muchy v Obecním domě
- expozice Les a Lov
- expozice Anglický šperk v Uměleckoprůmyslovém museu v Praze

## Projekty
- 1995 - Návrh multikina do areálu Výstaviště Praha[7]
- 1997 - Mediální zábaviště - Umělá hora, pro AB Barrandov[8]
- 1998 - Návrh experimentálního divadla D.D.D. Esterella, Berlín[9][10]
- 1999 - Návrh experimentální scény pro Dietra Meiera, Bern[11]
- 2000 - Návrh divadla na vodě, Vltava 2000, Praha
- 2001 - Expozice Slovanské epopeje od Alfonze Muchy, vestavba do Průmyslového paláce na Výstavišti v Praze
- 2002 – Přestavba divadla pro Kuvajtské národní muzeum, Kuvajt
- 2002 – Návrh rekonstrukce a dostavby areálu Kuvajtského národního muzea, Kuvajt
- 2002 – Návrh přestavby divadelního prostoru pro Francouzský institut, Praha
- 2007 - Projekt Objektu pro definitivní umístění Slovanské Epopeje od Alfonse Muchy[12]
- 2007 - Projekt obnovy Výstaviště v Praze 7
- 2009 – Rekonstrukce bytového bloku Krasnodarská – Bajkalská
- 2010 – Rekonstrukce bytového domu Sarajevská
- 2011 – Přestavba American hospital mission na Muzeum , Kuwait City

## Ocenění
- Grand Prix OA 1993, divadlo Spirála[13]
- 1. cena Obce architektů v kategorii rekonstrukce, 1993, divadlo Spirála[13]
- Čestné uznání Obce architektů v kategorii novostavba, Výstavní Pavilon pro Třinec a.s.
- 1. cena Obce architektů v kategorii novostavba, 1997, divadlo Alfréd ve dvoře
- Nominace Evropská cena za architekturu 1999 za divadlo Alfréd ve dvoře – Mies van der Rohe Award[14]
- Architekt roku 2007[15], za rekonstrukci a dostavbi Hudebního divadla v Karlíně, Praha